# Guilda de San Lucas

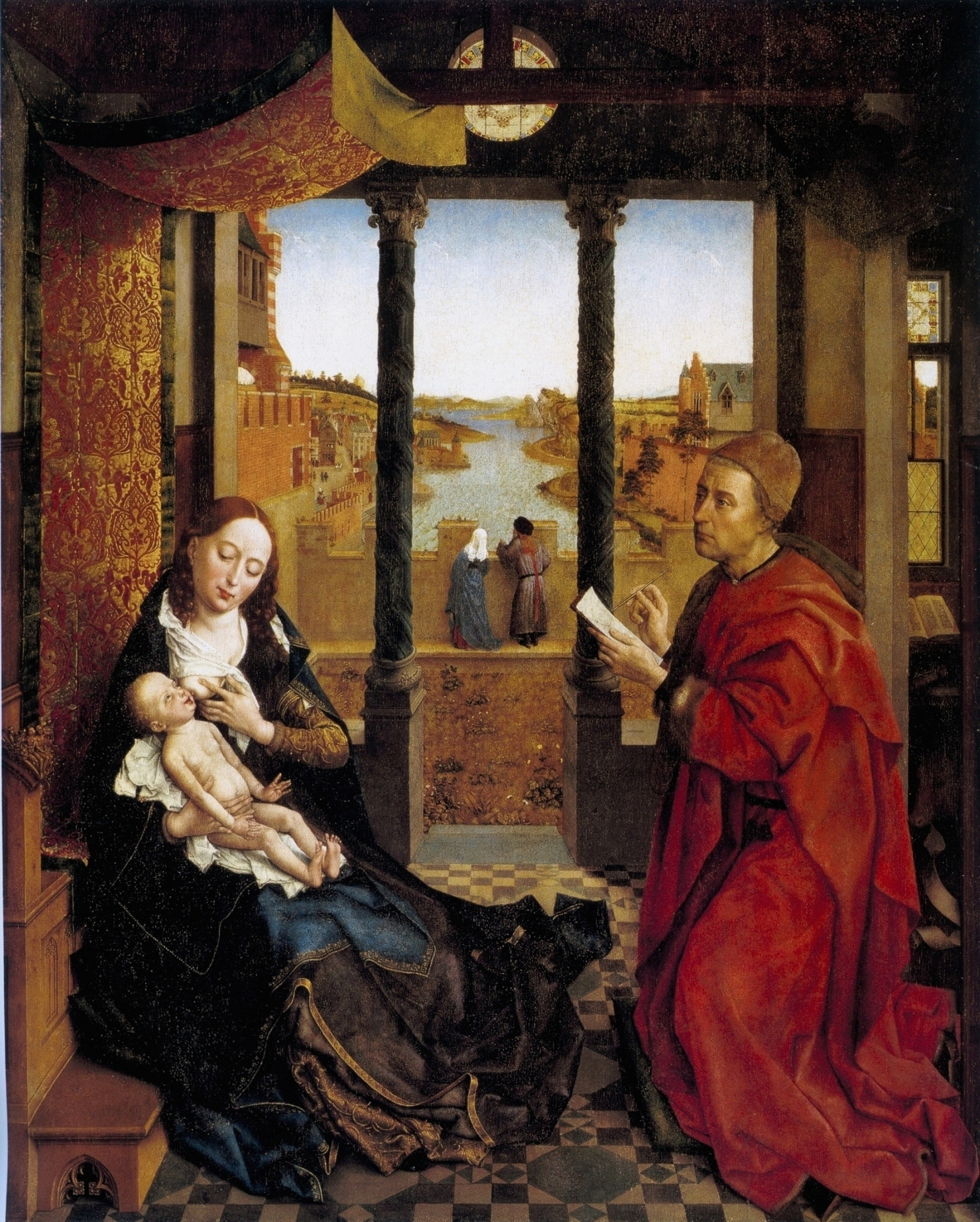
San Lucas dibujando a la Virgen, de Rogier van der Weyden, 1440 (Museum of Fine Arts, Boston).

La Guilda de San Lucas (Sint-Lucasgilde en lengua neerlandesa) es la denominación de una guilda (gremio o corporación profesional) de pintores en distintas ciudades, especialmente de la región conocida como Flandes en el Antiguo Régimen. La elección de la advocación de Lucas el Evangelista se debe a ser este el santo patrón del oficio de pintor, pues la tradición recoge que fue quien por primera vez pintó a la Virgen María, así como a San Pedro y San Pablo. Era habitual que fundaran una capilla de San Lucas en la iglesia local y que encargaran a su más destacado miembro que pintara un cuadro con el tema de San Lucas retratando a la Virgen.
Instituciones con nombres similares (y en la mayor parte, similares funciones) había en ciudades de otras zonas de Europa: la Compagnia di San Luca de Florencia (1339 o 1349), que quizá fue precedida medio siglo antes por una del mismo nombre en Venecia. Con las denominaciones de Cofradía o Hermandad de San Lucas hubo en Francia (Hermandad de San Lucas de París -Confrérie de Saint-Luc-, con estatutos redactados en 1391), en Alemania (Lukasbund), en el Báltico hanseático (Lukasgillet de Lübeck), en España (las vinculadas al gremio de pintores de Sevilla, al gremio de pintores de Zaragoza). Más tarde se establecieron las academias, ya con otros criterios: la Academia de San Lucas, en París (Académie de Saint-Luc, 1655), en Roma (Accademia di San Luca, 1593), en Madrid, Barcelona, Valencia, Sevilla; u otro tipo de asociaciones de pintores, como el Círculo Artístico de San Lucas (Barcelona). 
Hubo guildas de San Lucas en las ciudades de Amberes, Brujas, Gante, Bruselas, Tournai, Ámsterdam, Haarlem, Utrecht, Delft, Leiden o La Haya. Las primeras guildas fueron las de Amberes y Brujas, y crearon el modelo seguido por las demás. La de Amberes subsistió hasta 1795, aunque ya había perdido la mayor parte de su antiguo poder. Las competencias de estas guildas eran muy extensas, otorgadas por los concejos municipales. Resolvían las disputas y conflictos entre sus miembros, regulaban todos los aspectos del aprendizaje y carrera profesional de los pintores, así como la producción y la comercialización de las pinturas, en un contexto histórico que presenció los inicios del mercado de arte. Pertenecer a una guilda era requisito obligatorio para vender obras de arte o acoger aprendices en un taller. Las guildas poseían un centro propio para la venta y exposición, en el que sus miembros ofrecían sus obras directamente al público. Con el tiempo (sobre todo a partir del siglo XVII) también pasaron a representar a los escultores y a los marchantes, e incluso se admitió en ellas a artistas dilettanti (simples aficionados, pero de alto nivel cultural y social). El celo con el que defendían su oficio podía llegar a medidas como la que adoptó la Guilda de Brujas en 1447: prohibió a los iluminadores usar la técnica del óleo, restringida a los pintores, y les ordenaba limitarse a la acuarela.

## Guildas de San Lucas y sus miembros más importantes

### Amberes

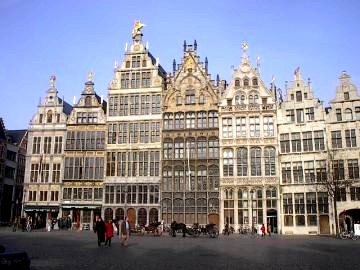
Casas de las guildas de Amberes.

Aunque no se convirtió en el principal centro artístico del norte de Europa hasta el siglo XVI, ya con anterioridad había sido quizá la primera ciudad en fundar una corporación propia de los pintores con el nombre de "Guilda de San Lucas". Es mencionada por primera vez en 1382, y sus poderes y privilegios particulares fueron otorgados por la ciudad en 1442. Como instituciones diferenciadas se crearon la guilda de romanistas (siglo XVI, fundada por Marten de Vos para reunir a una selecta élite -los pintores que habían viajado a Italia-) y la Real Academia de Bellas Artes de Amberes (1663).

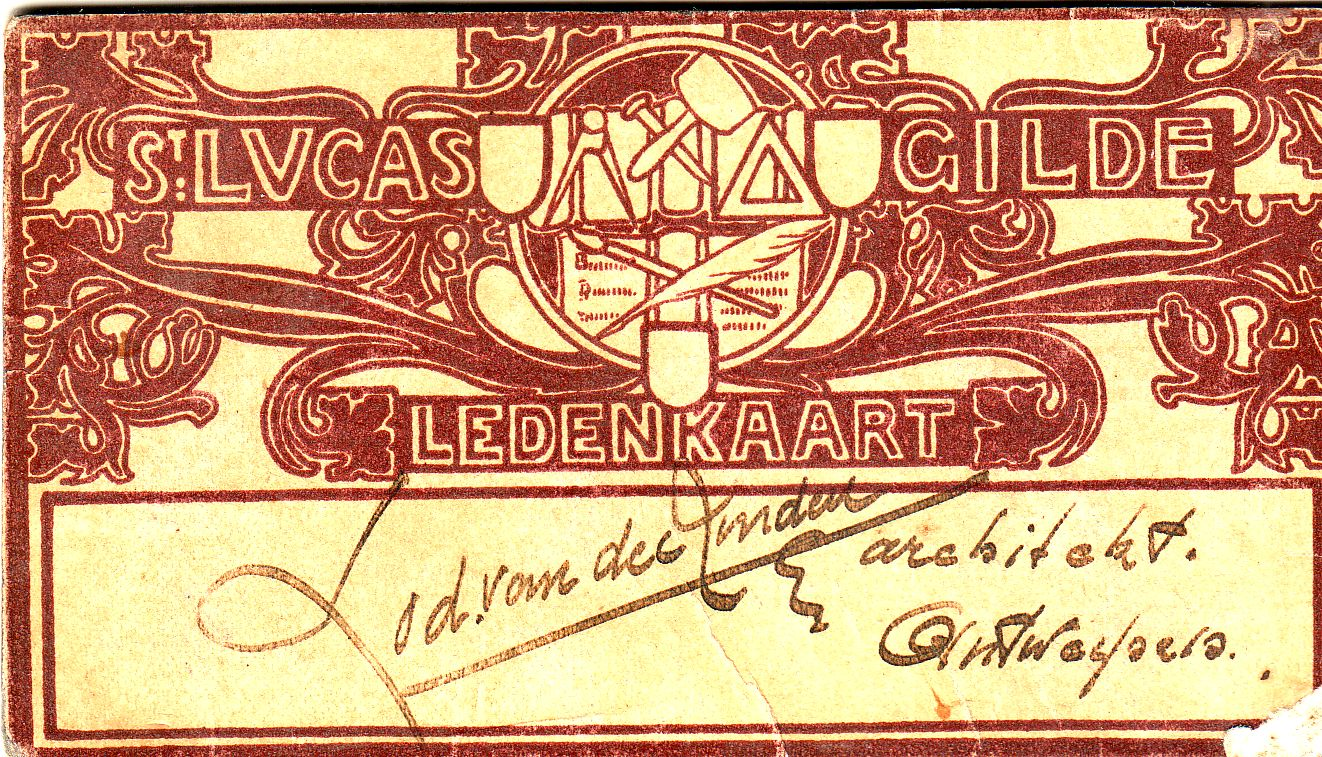
Carnet de socio de la Guilda de San Lucas de Amberes (1908), en estilo Jugendstil.

| - Pieter Coecke van Aelst - Nicolas Lucidel - Pieter Bruegel el Viejo - Cornelis Galle I - Gillis Congnet - Peter Paul Rubens - Frans Snyders - Jacob van Hulsdonck - Pieter Snayers - Frans de Momper | - Adriaen van Utrecht - Pieter Brueghel el Joven - Theodore Rombouts - Erasmus Quellinus el Joven - Cornelis Galle II - Jan van Kessel el Viejo - Jan Pauwel Gillemans el Viejo - Ambrosius Brueghel - Andries van Eertvelt - Izaak van Oosten |

### Brujas
- Louis Alincbrot (1432)
- Hans Memling (1467)
- Gerard David (1484; 1501)

### Gante
- Justo de Gante (1464)
- Hugo van der Goes (1467)

### Bruselas
- Rogier Van der Weyden

### Middelburg
- Christoffel van den Berghe

### Tournai
- Michel Bouillon

### Ámsterdam

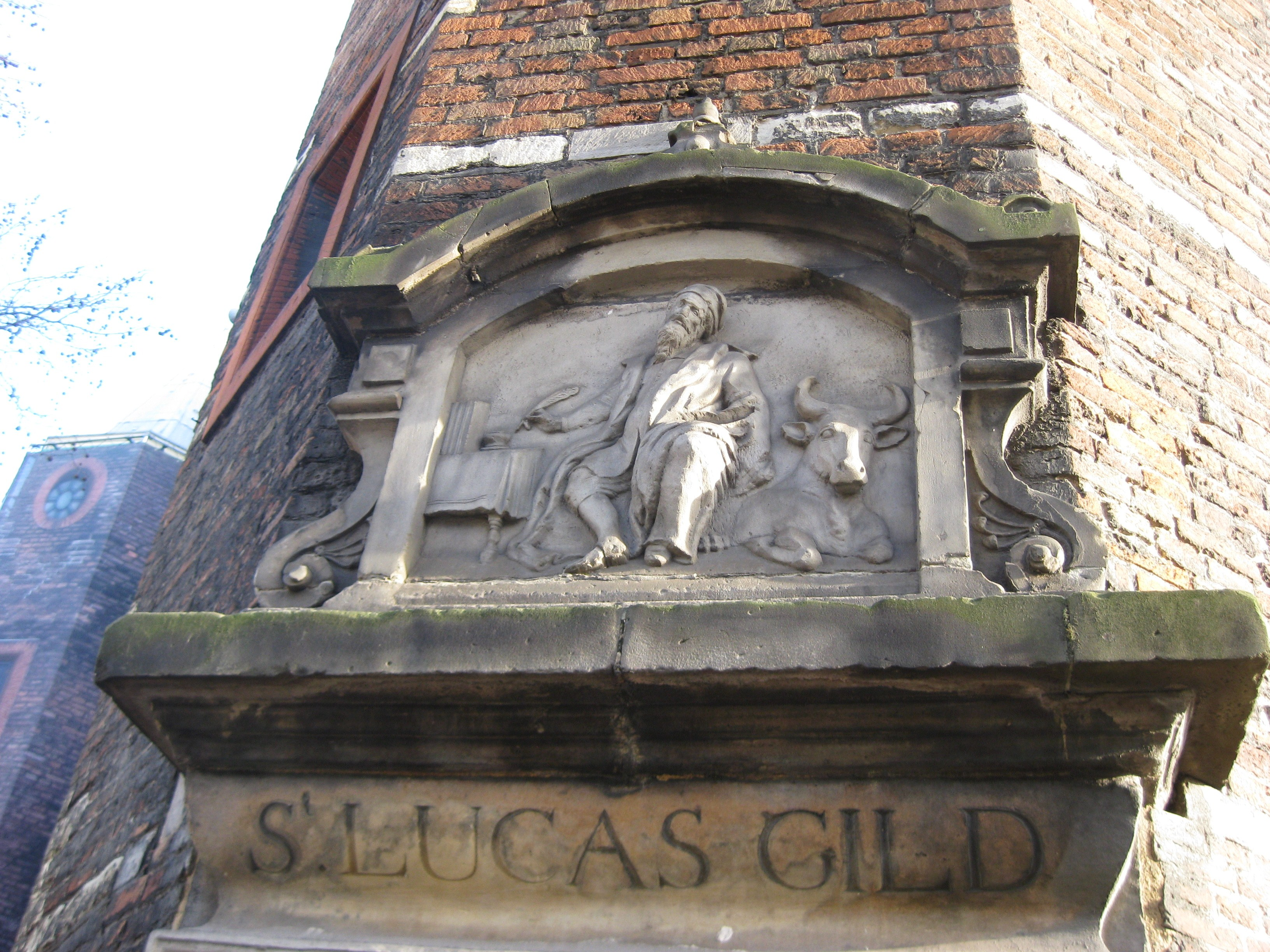
Sint-Lucasgilde en el Waag de Ámsterdam.

A comienzos del siglo XIX la sede de la Guilda de San Lucas de Ámsterdam, en el Waag ("casa del peso"), sufrió una gran inundación, perdiéndose toda la documentación histórica.
- Rembrandt
- Claes Moyaert
- Dirck Dircksz. Santvoort

### Haarlem
La primera mención de la Guilda de San Lucas de Haarlem es de 1496. También estaba bajo el patronazgo de San Eligio (patrón de plateros y orfebres). Las primeras ordenanzas conservadas son las de 1514, pero consta que hubo otras anteriores.
- Frans Hals
- Judith Leyster
- Cornelis van Haarlem
- Jacob van Campen
- Jan Van Vianen
- Karel van Mander
- Nicolaes Berchem

|  |  |

### Utrecht
La Guilda de San Lucas de Utrecht fue fundada en 1611. Con anterioridad los pintores formaban parte de la guilda de los talabarteros.
- Paulus Moreelse
- Dirck van Baburen (registrado en los archivos de esta guilda en 1611)
- Abraham Bloemaert
- Hendrick Bloemaert
- Adam Willaerts
- Joost Cornelisz. Droogsloot
- Gerrit van Honthorst
- Cornelis van Poelenburch
- Jan van Bijlert
- Hans Horions
- Hendrick Goudt

### Delft

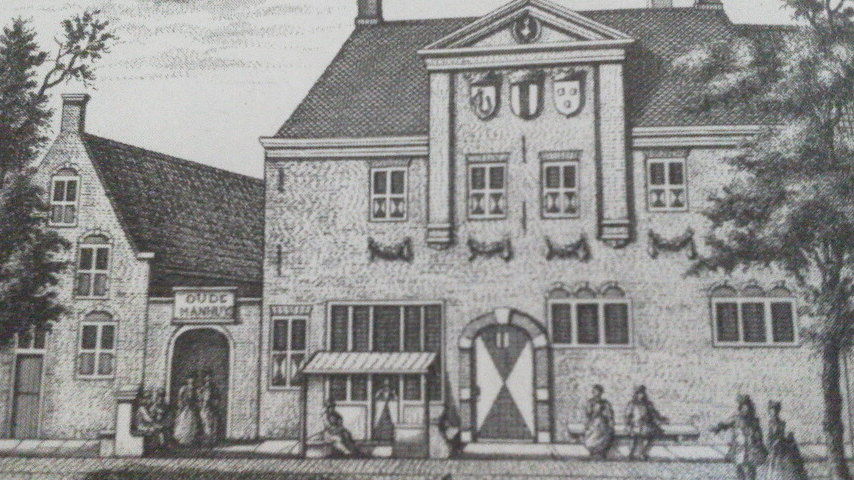
Gilda de San Lucas de Delft, 1730, grabado anónimo.

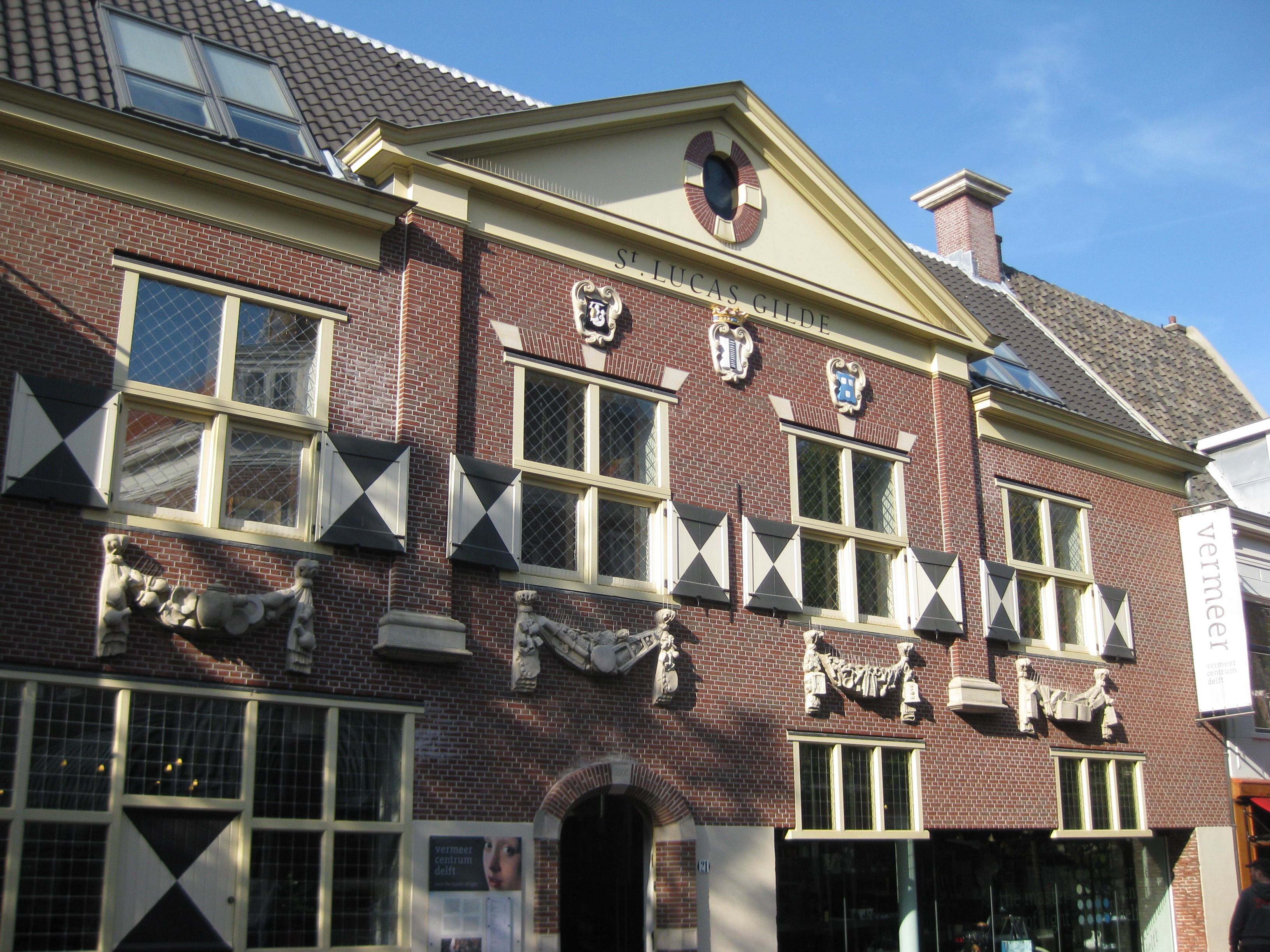
Guilda de San Lucas de Delft en la actualidad.

La Guilda de San Lucas de Delft fue fundada y refundada en distintos periodos, siempre de vida breve; no obstante, tuvo gran importancia.
- Jan Vermeer
- Gerard Houckgeest
- Hendrick van Vliet
- Emanuel de Witte
- Pieter de Hooch
- Cornelis de Man
- Carel Fabritius
- Jacob Pynas

### La Haya
- Rombout Verhulst
- Cornelis Lelienbergh

En 1656 un grupo de pintores inconformistas se separaron de la Guilda de San Lucas de La Haya y fundaron la Confrerie Pictura.

### Leiden
La Guilda de San Lucas de Leiden (Leidsche St. Lucas Gilde) fue fundada en 1648. Posteriormente se crearon las academias denominadas Leidse Tekenacademie (1694) y Ars Aemula Naturae (1799).
- Jan van Goyen
- Adam Pick
- Jan Steen
- Cornelis Kruys